# Knut Anders Sørum
Knut Anders Sørum (ur. 12 kwietnia 1976 Østre Toten) – norweski piosenkarz.

## Życiorys
Rozpoczął karierę muzyczną w 2004 udziałem w krajowych eliminacjach do 49. Konkursu Piosenki Eurowizji z utworem „High”. W marcu zwyciężył w finale selekcji, zostając reprezentantem Norwegii w finale Eurowizji 2004 w Stambule. Zajął w nim ostatnie, 24. miejsce. Podczas występu towarzyszył mu pięcioosobowy żeński chórek.
Po udziale w konkursie został wokalistą programów telewizyjnych Singing Bee i Skal vi danse?. W 2006 zaśpiewał w chórkach na drugiej płycie studyjnej zespołu Wig Wam pt. Wig Wamania.
W 2009 nawiązał współpracę z Ingvild Nagell Dahl, Helge Øye i Jonem Lotterudem, z którymi nagrał album świąteczny pt. Nå kommer jula hit. W 2010 wydał debiutancki, solowy album pt. Prøysen, który dotarł do 12. miejsca norweskiej listy najczęściej kupowanych płyt. W 2012 wziął udział w pierwszej edycji programu The Voice – Norges beste stemme, dostał się do drużyny Magne Furuholmen, odpadł na etapie „bitew”. W 2013 wydał drugi album studyjny pt. Ting flyt, który zajął piąte miejsce na krajowej liście przebojów.

## Dyskografia

### Albumy studyjne
- Prøysen (2010)
- Ting flyt (2013)

### Gościnnie
- Nå kommer jula hit (2009)
(z Ingvild Nagell Dahl, Helge Øye i Jonem Lotterudem)